# Kościół Świętych Apostołów Piotra i Pawła w Prudniku
Kościół Świętych Piotra i Pawła w Prudniku – zabytkowy, barokowy kościół katolicki w Prudniku, znajdujący się w zachodniej części Starego Miasta, przy ul. Piastowskiej 6. Opiekę nad nim i nad sąsiadującym klasztorem sprawują bonifratrzy.
Do wojewódzkiego rejestru zabytków kościół wpisany jest jako element zespołu zabytków::
- zespół klasztorny bonifratrów, ul. Piastowska 6 :
  - kościół, ob. par. pw. św.św. Piotra i Pawła, 1783–1787, nr rej.: 481/58 z 15.10.1958 (wypis z księgi rejestru),
  - klasztor, 2 poł. XVIII, nr rej.: 496/58 z 15.10.1958 (wypis z księgi rejestru)
  - skrzydło szpitalne (wschodnie), 1896, 1914–16, nr rej.: A-290/2019 z 26.02.2019
  - ogrodzenie przy skrzydle, mur./drewn., 1914–16, nr rej.: j.w.
  - ruina klasztoru, XVIII, nr rej.: 518/58 z 15.11.1958 (wypis z księgi rejestru) (nie istnieje)

## Historia

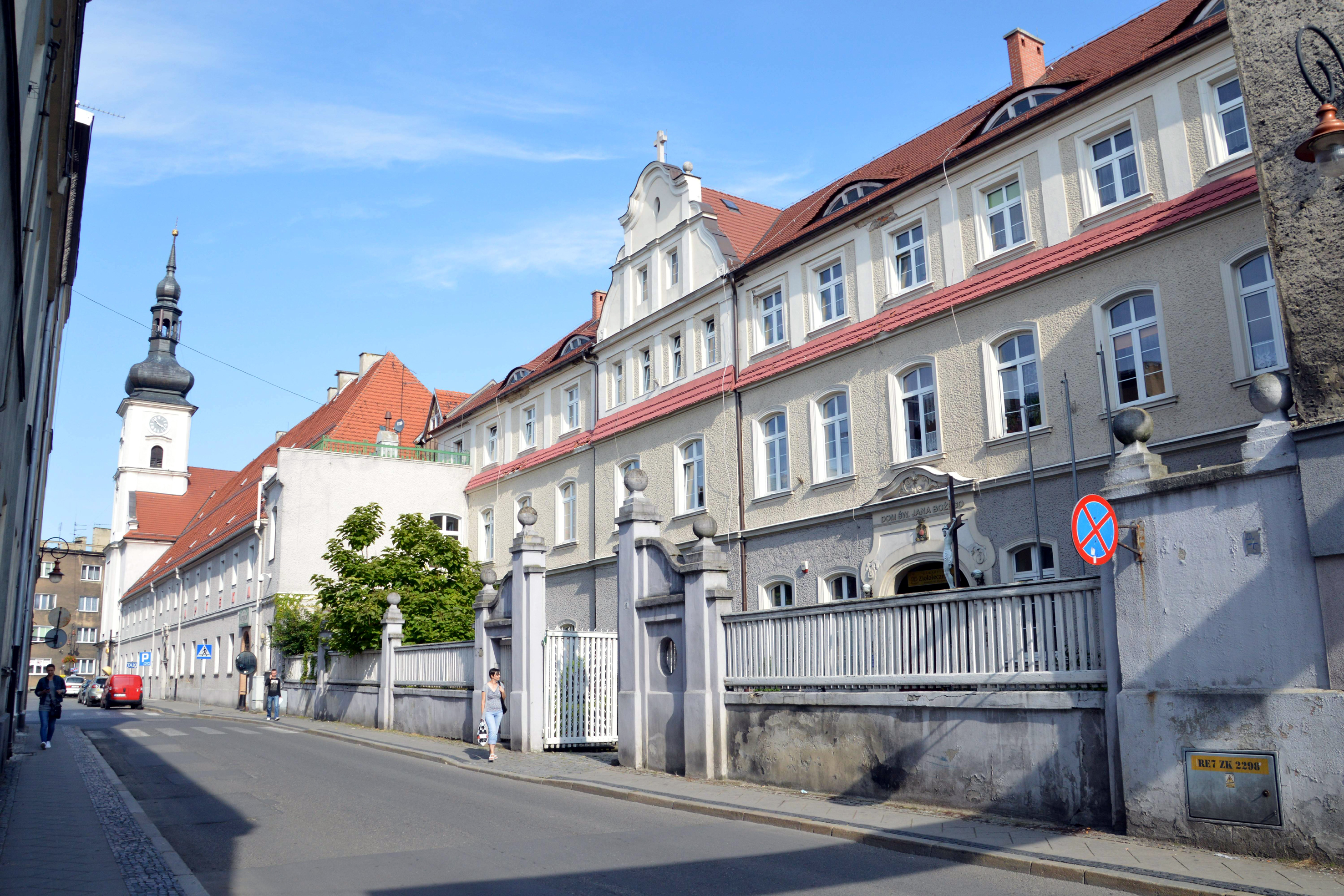
Zespół klasztorny bonifratrów

Początki kościoła wiążą się z postacią Fryderyka Wilhelma von Rödera (1718–1781), podpułkownika stacjonującego w Prudniku pułku kirasjerów. Został on ciężko ranny kartaczem w czasie wojny siedmioletniej w bitwie pod Świebodzicami i szukał pomocy w Lądku-Zdroju. Dowiedział się wówczas o bracie Martinim Probusie, należącego do wrocławskiej wspólnoty Braci Miłosierdzia. Miał on uleczyć ciężko chorego syna zamożnego prudnickiego mieszczanina Weidingera. Pomógł on również von Röderowi, który w podziękowaniu za uleczenie podjął starania o utworzenie w Prudniku bonifraterskiego szpitala, gdzie na opiekę mogłaby liczyć okoliczna ludność.
Król Fryderyk II Wielki w 1764 wydał zezwolenie na założenie klasztoru bonifratrów w Prudniku. Pułkownik von Röder zakupił ziemię, na której do 1766 zakonnik założył szpitalik z kaplicą i aptekę. W 1769 plan powstania kościoła i klasztoru został opracowany przez architekta Michała Klemensa z Karniowa. Klasztor wraz ze szpitalem powstał w latach 1782–1783, natomiast w latach 1785–1787 wzniesiono kościół. Budowę nadzorował mistrz murarski Piotr Paweł Ertel z Wrocławia. W 1793 roku do świątyni dobudowano barokową wieżę, na którą zużyto 60.000 cegieł.
W 1855 zamontowano w kościele nowe organy i dzwon ufundowany przez wrocławski Zakon Braci Miłosierdzia. W 1858 w wieży zawieszono zegar. W 1864 zainstalowano oświetlenie gazowe, odnowiono ołtarz główny, a w 1869 ufundowano nową drogę krzyżową. Cesarz niemiecki Wilhelm I Hohenzollern w 1873 ufundował nowy dzwon, który otrzymał imię „Józef”. Świątynia została wyremontowana w 1893, a w 1906 poddano ją gruntownej renowacji, po której otrzymała obecny wygląd. W 1911 przeor Wolfgang Wiench doprowadził energię elektryczną do kościoła i klasztoru. Po zakończeniu II wojny światowej kościół pozostał w rękach bonifratrów.

## Architektura i wnętrza

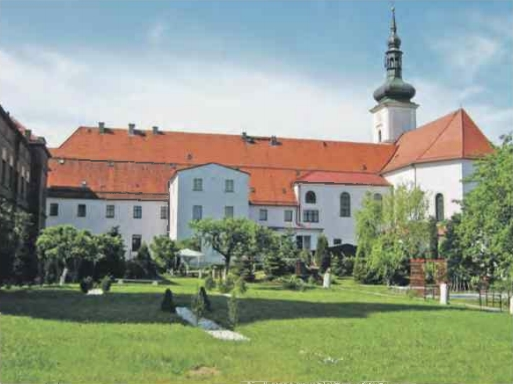
Ogród za kościołem

Jednonawowy, barokowy kościół Świętych Apostołów Piotra i Pawła posiada niecodzienną, północną orientację (a nie jak zazwyczaj w symbolicznym kierunku Jerozolimy, na wschód). Wystrój pochodzi z XVIII i XIX wieku. Od strony wschodniej przylegają do niego zabudowania klasztorne. Został wzniesiony na planie prostokąta jako kościół salowy z zamkniętym trójbocznie prezbiterium skierowanym na północ i niemal całkowicie wtopioną w elewację południową wieżą.
Kościół jest murowany z cegły i otynkowany. Jego korpus jest nakryty dachem dwuspadowym (wielopołaciowym w partii prezbiterium). Czterokondygnacyjna wieża zwieńczona jest hełmem baniastym ze smukłą latarnią. Elewacja frontowa (południowa) jest 3-osiowa z nieznacznie wyładowaną przed lico osią wieżową.
Narożniki są zaokrąglone, podkreślone pilastrami, a artykulacji dopełniają gzymsy (wydatne w partii wieży) międzykondygnacyjne i koronujący oraz zróżnicowane kształtem otwory. Na osi znajduje się zamknięte odcinkiem łuku wejście. W połowie trzeciej kondygnacji wieża ujęta jest spływami o linii falistej. W ostatniej, czyli czwartej kondygnacji wieży znajdują się umieszczone nad otworami okiennymi, tarcze zegarowe. Elewacja boczna i elewacja prezbiterium artykułowane są wysokimi, zamkniętymi półkoliście otworami okiennymi.
Za kościołem, od strony prezbiterium, znajduje się ogród zakonny bonifratrów w sąsiedztwie Placu Zamkowego z Wieżą Woka.
Salowe wnętrze kościoła jest nakryte sklepieniem kolebkowym z lunetami, a ściany artykułowane parami pilastrów. Sklepienie i ściany pokryte są dekoracjami. W południowej części znajduje się wsparty na trzech arkadach, chór muzyczny z pełną balustradą pokrytą stiukowym ornamentem.
W kościele zachowała się część historycznego wystroju, między innymi polichromie w sklepieniu nawy i prezbiterium, autorstwa Klinka z 1906 i wyposażenia, w tym: barokowy krucyfiks, będący darem rodziny Weidingerów klasycystyczny, architektoniczny ołtarz z połowy XIX wieku z obrazem patronów świątyni, dwa, klasycystyczne ołtarze boczne, ambona z płaskorzeźbą Miłosiernego Samarytanina autorstwa Josepha Fahnrotha (1870), Pietà (1908), dzwon z 1858, komplet ławek kościelnych, figuralne witraże, a także obrazy: „św. Ludwik” z 1662, „Chrystus” z XVIII wieku, „bł. Jan Grande” z XVIII wieku, „św. Piotr Kanizjusz” z XVIII wieku, „Matka Boska z Dzieciątkiem” z 1 poł. XIX wieku, Jan Boży i Jan Wielki autorstwa Josepha Fahnrotha, 1870, wyżej znajduje się oko opatrzności. Również przy ołtarzu głównym wiszą dwa obrazy: św. Bonawentury i św. Ludwika Bertranda („apostoła Indian”), obydwa z lat 60. XVII wieku. Organy przeniesione zostały z klasztoru pokapucyńskiego na początku XX wieku. Drogę Krzyżową wykonał Joseph Fahnroth (1870).

## Nawiązania i odniesienia w kulturze
Niemiecki pisarz Harry Thürk opisał widok kościoła w powieści Lato umarłych snów, przedstawiającej sytuację Niemców w Prudniku tuż po II wojnie światowej: „Belkowanie wieży kościoła bonifratrów uszkodziły pociski. Zegar zatrzymał się na godzinie dwunastej, a jego cyferblat był podziurawiony przez kule”.

## Galeria

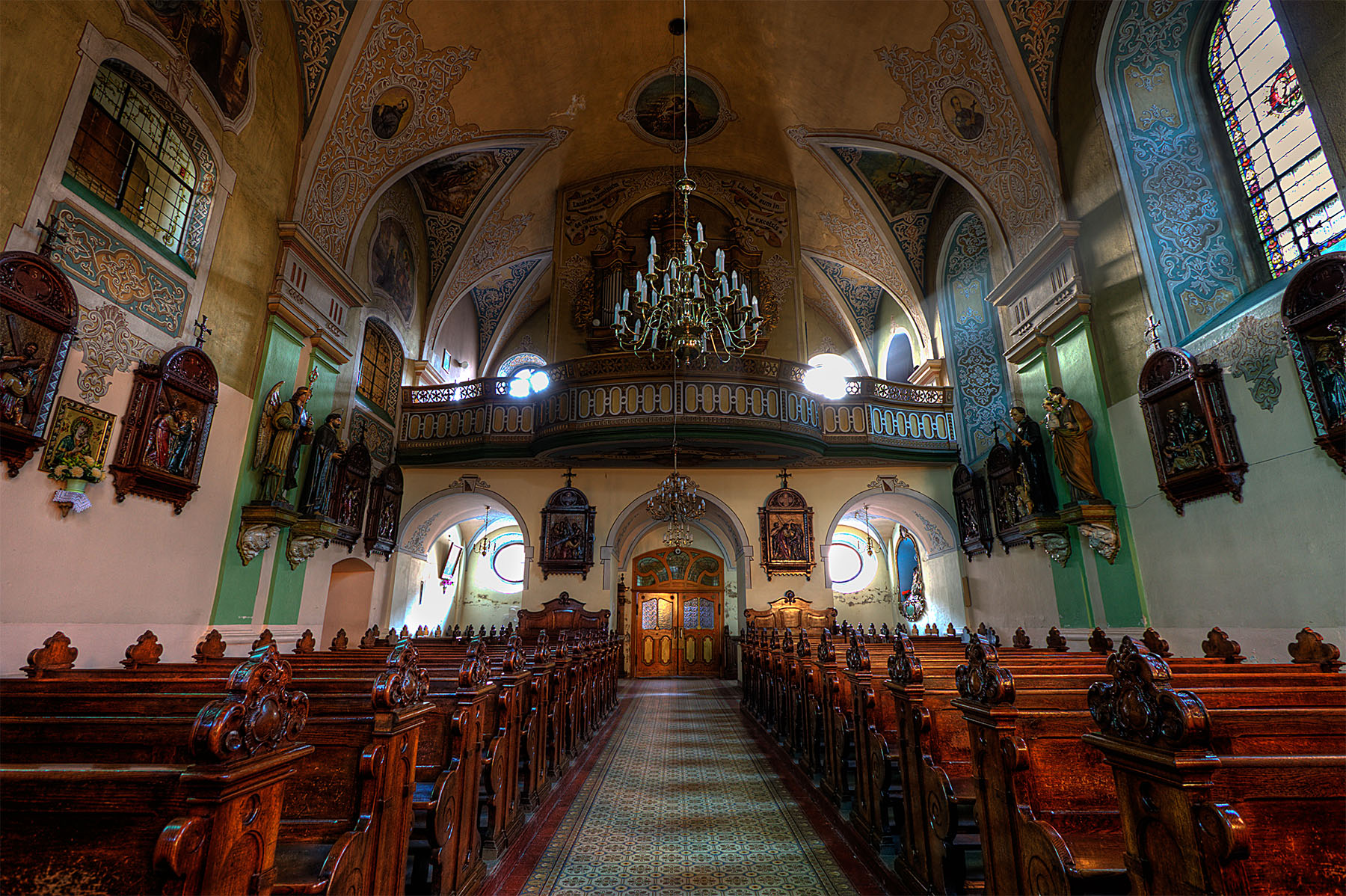
Wnętrze kościoła
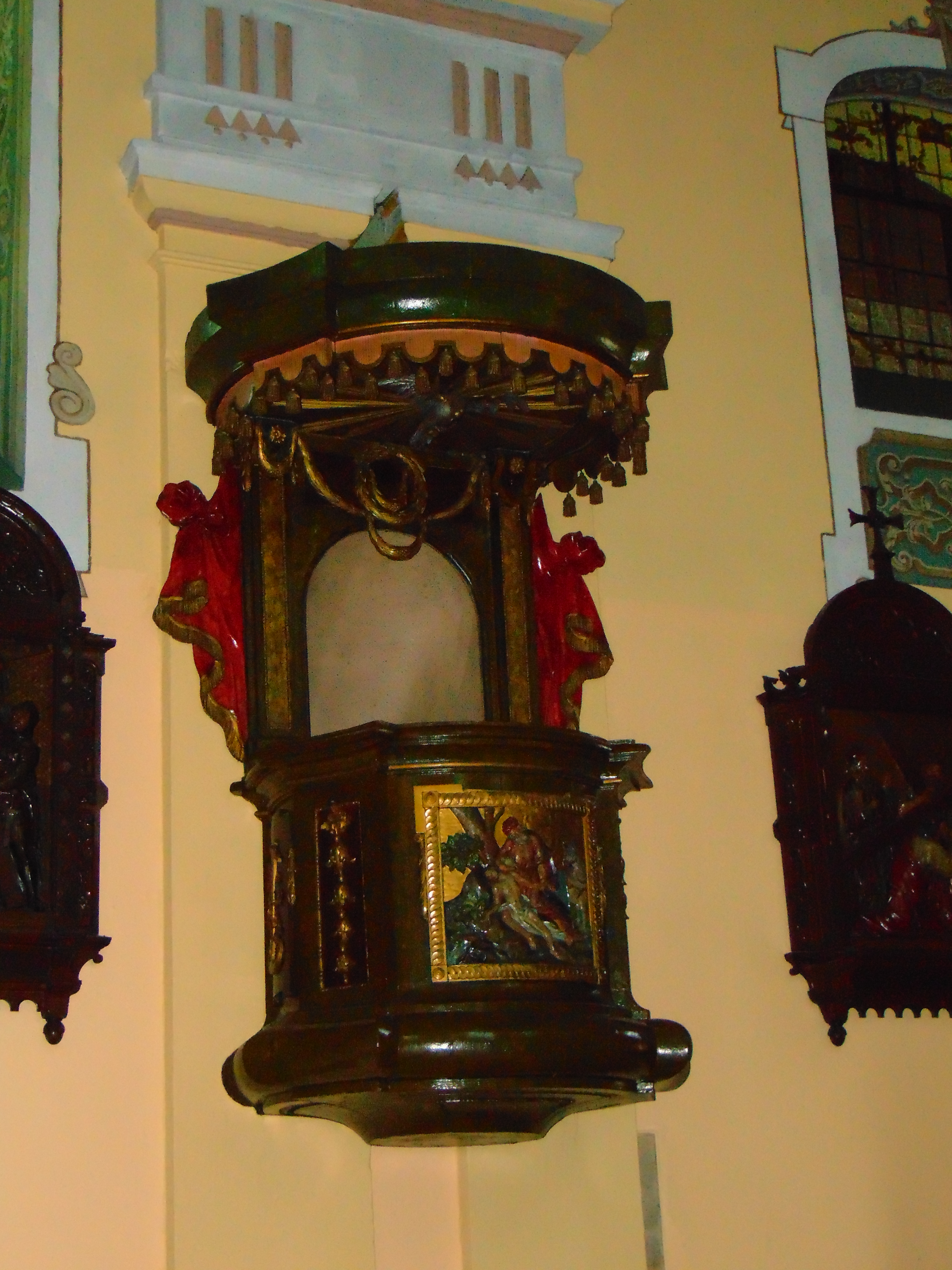
Ambona
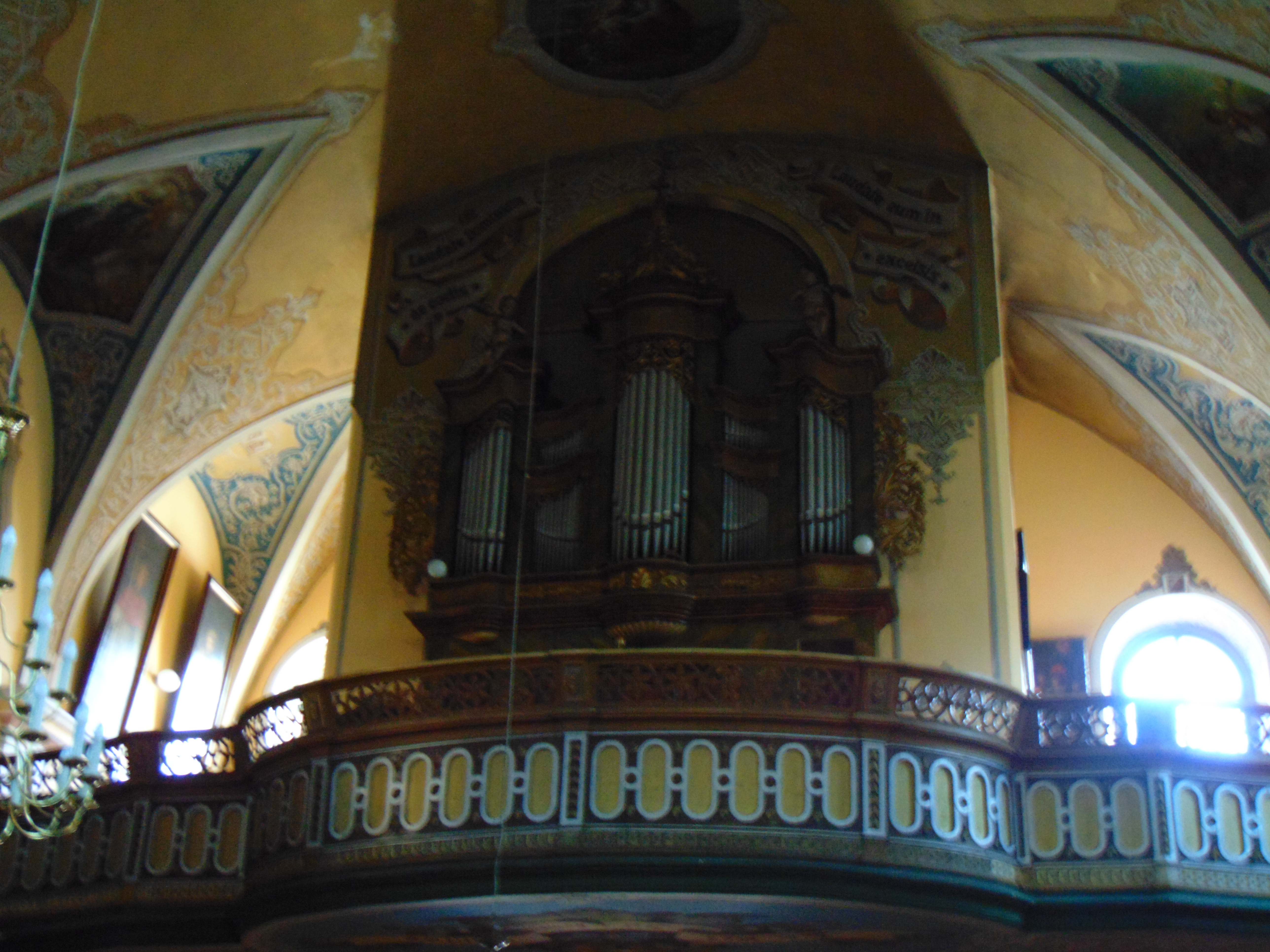
Chór i organy
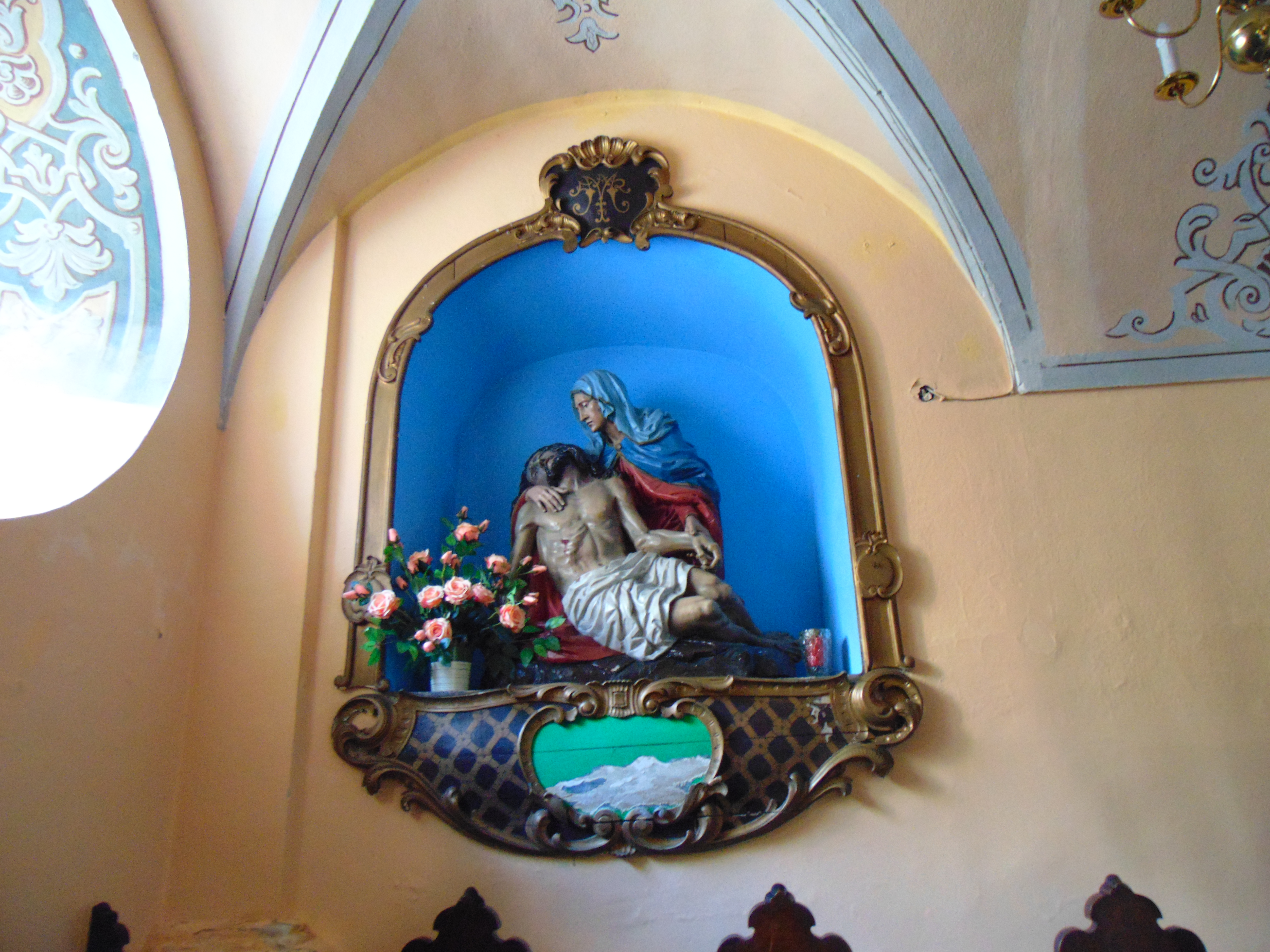
Detal
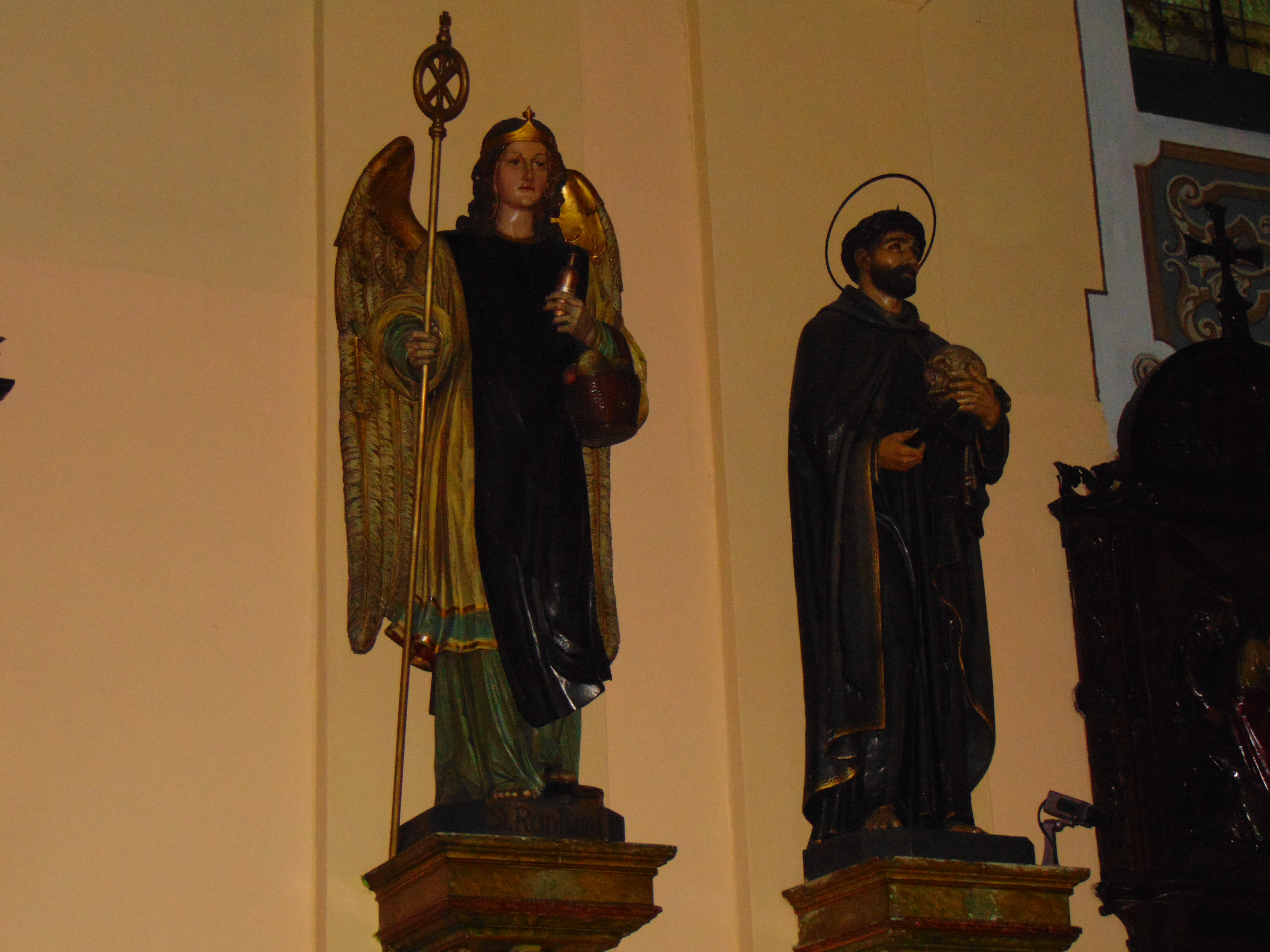
Figury
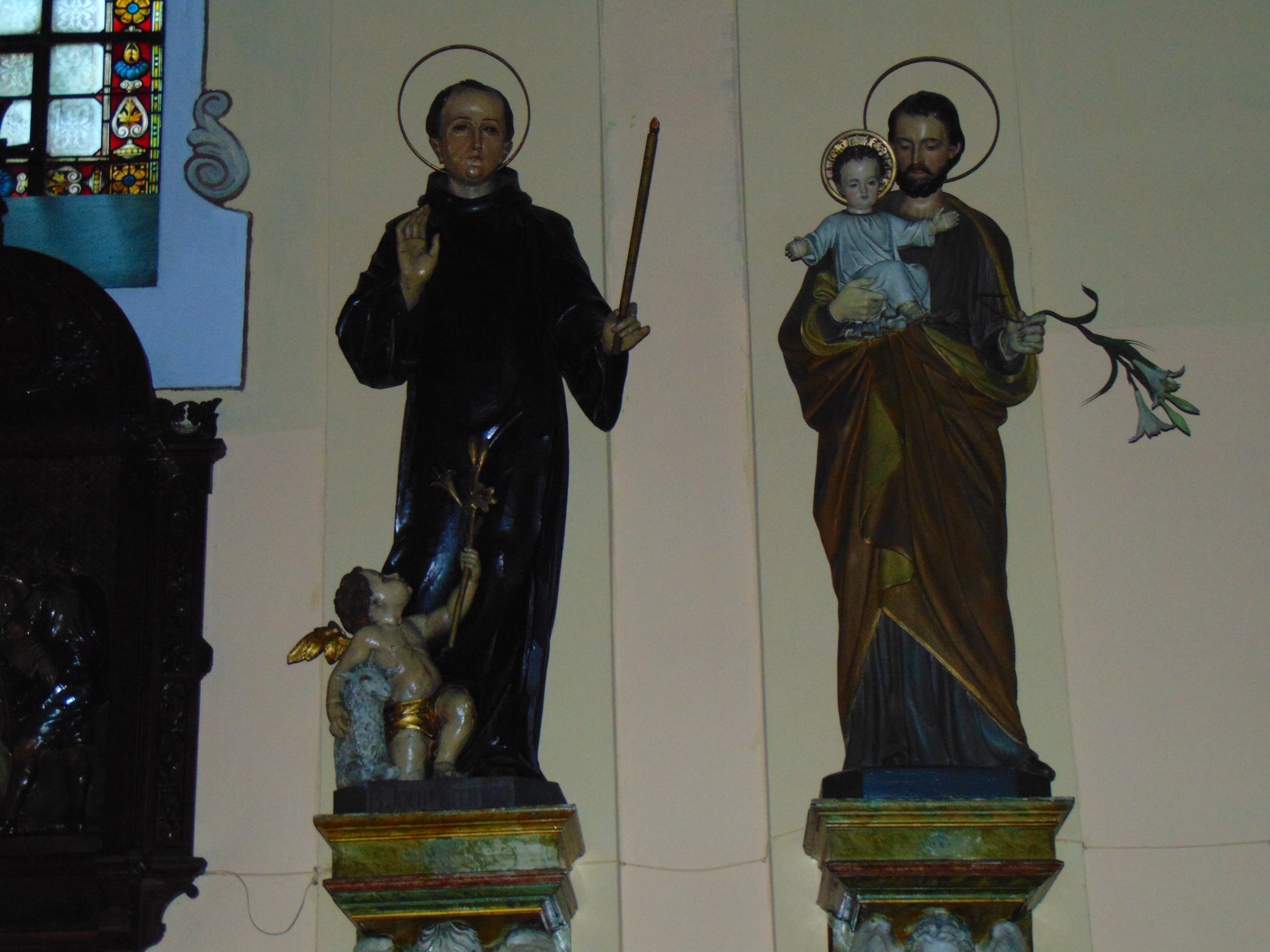
Figury
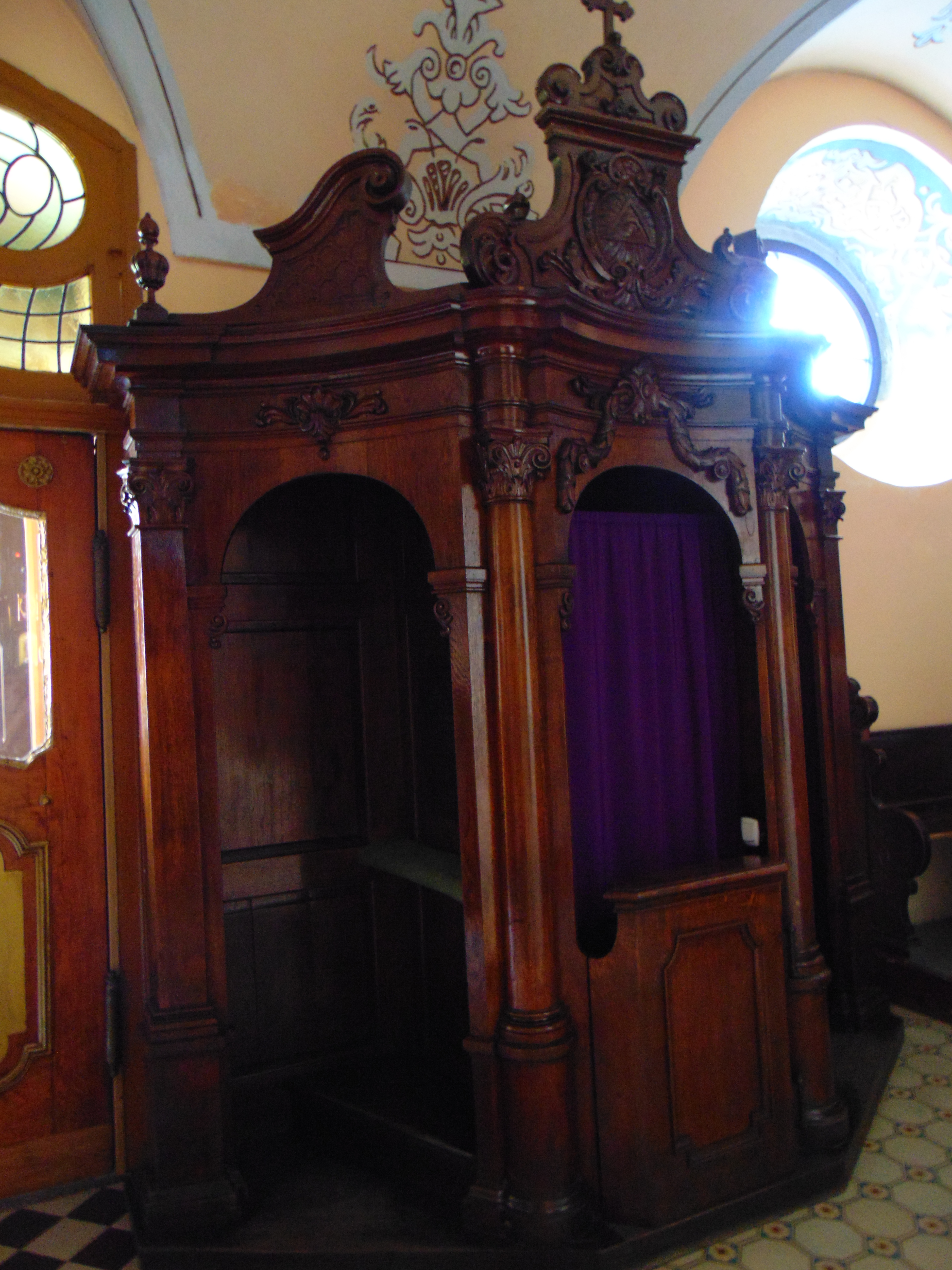
Konfesjonał
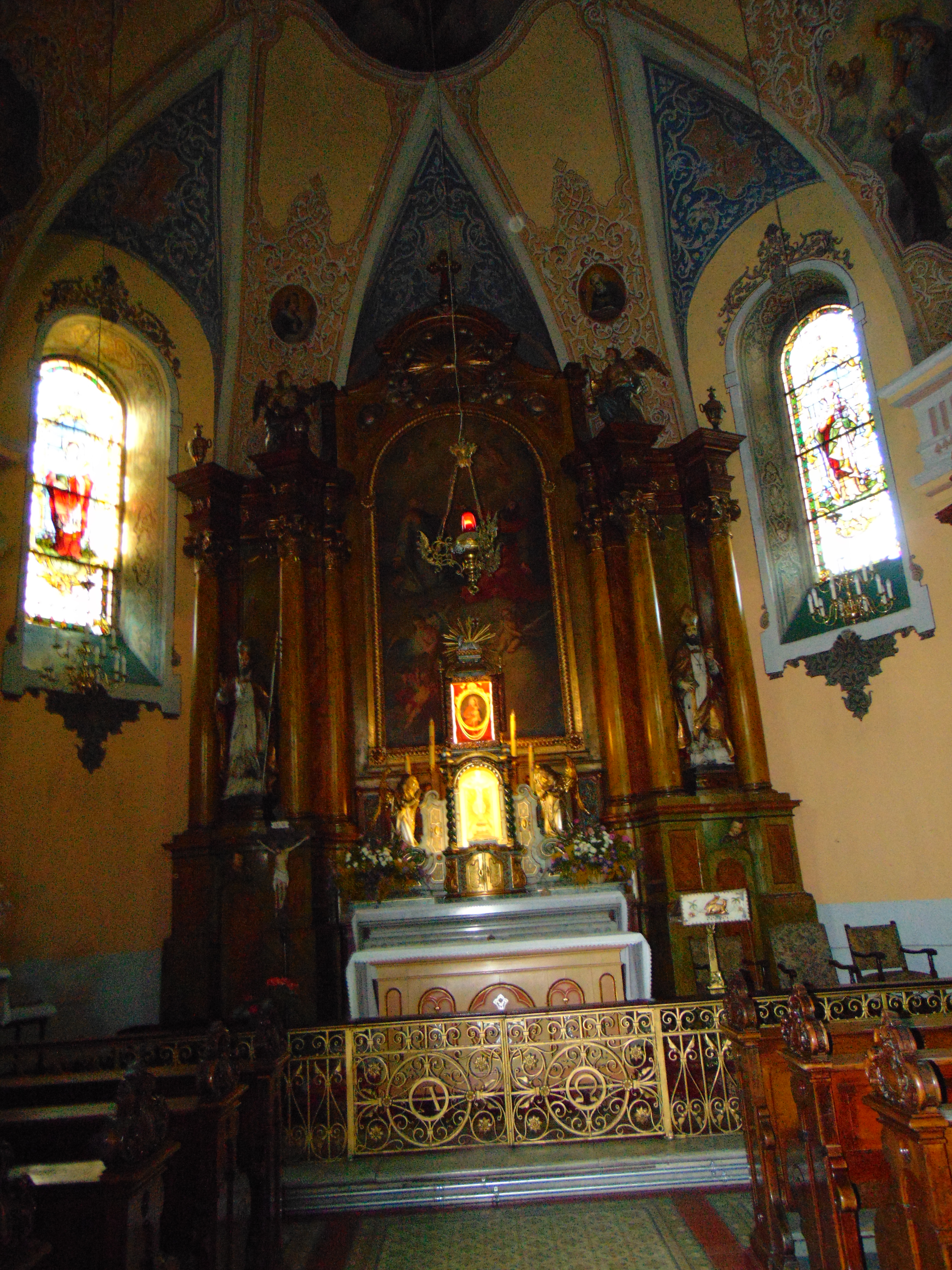
Ołtarz główny
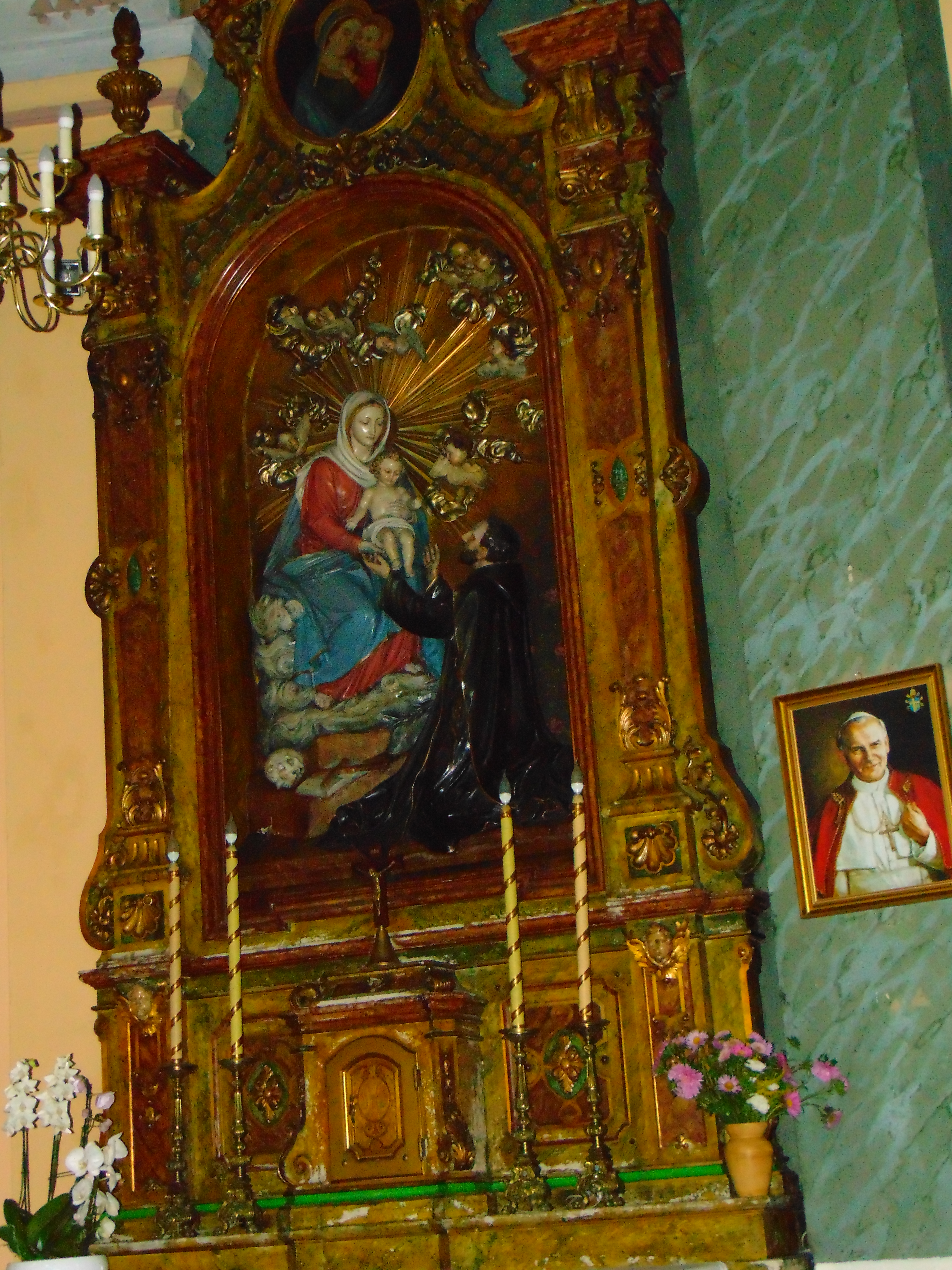
Ołtarz boczny prawy
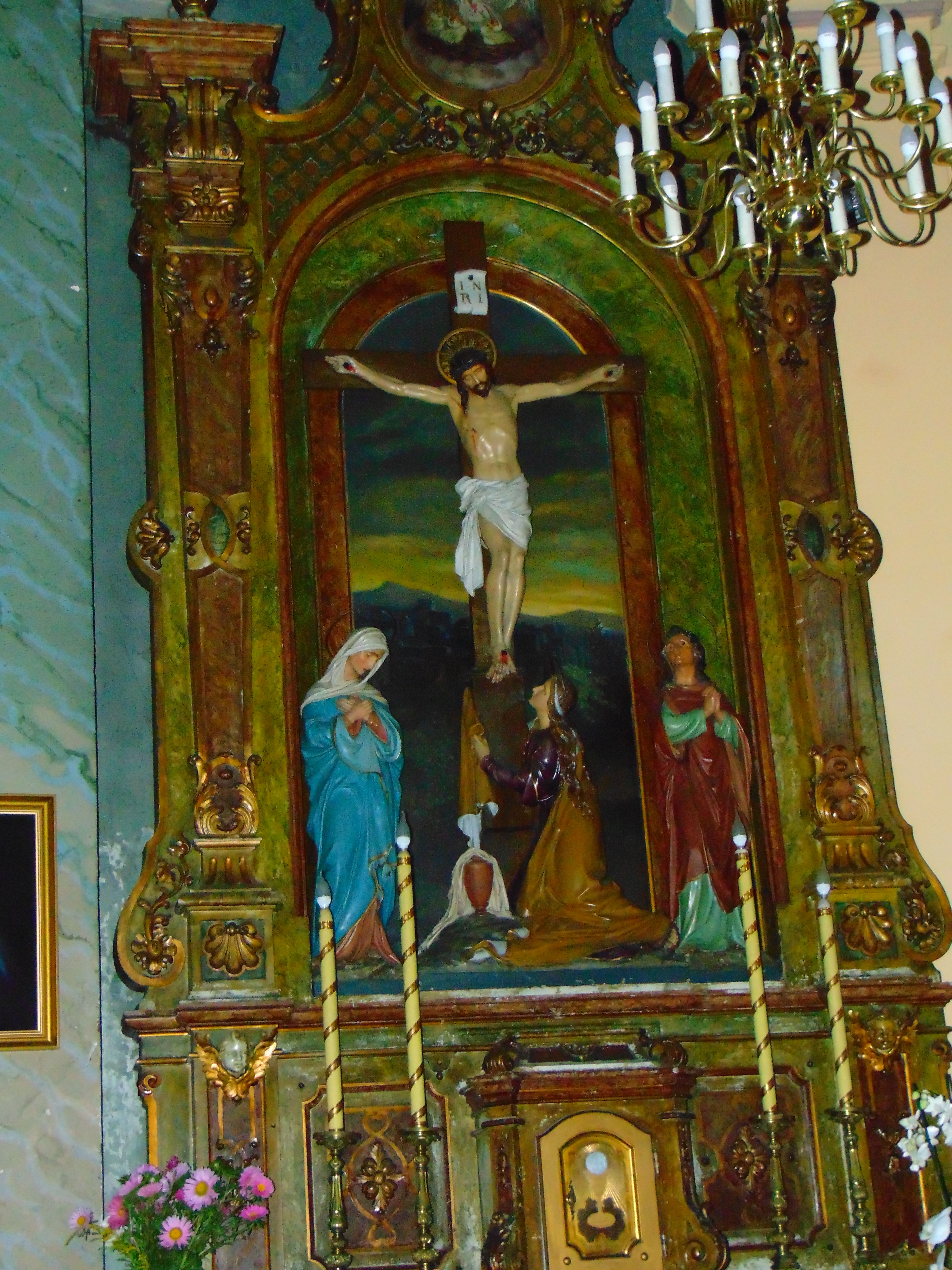
Ołtarz boczny lewy
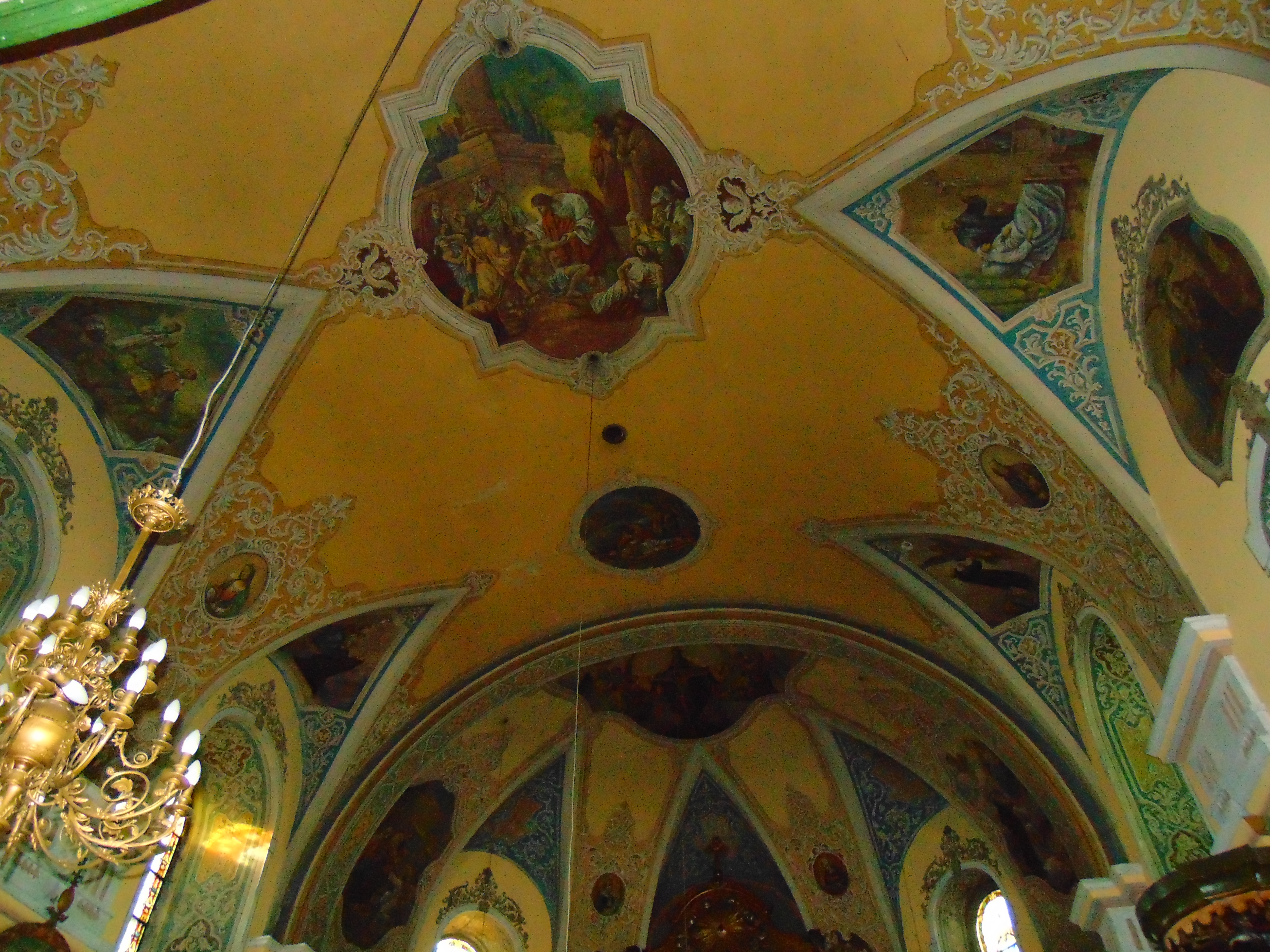
Sklepienie
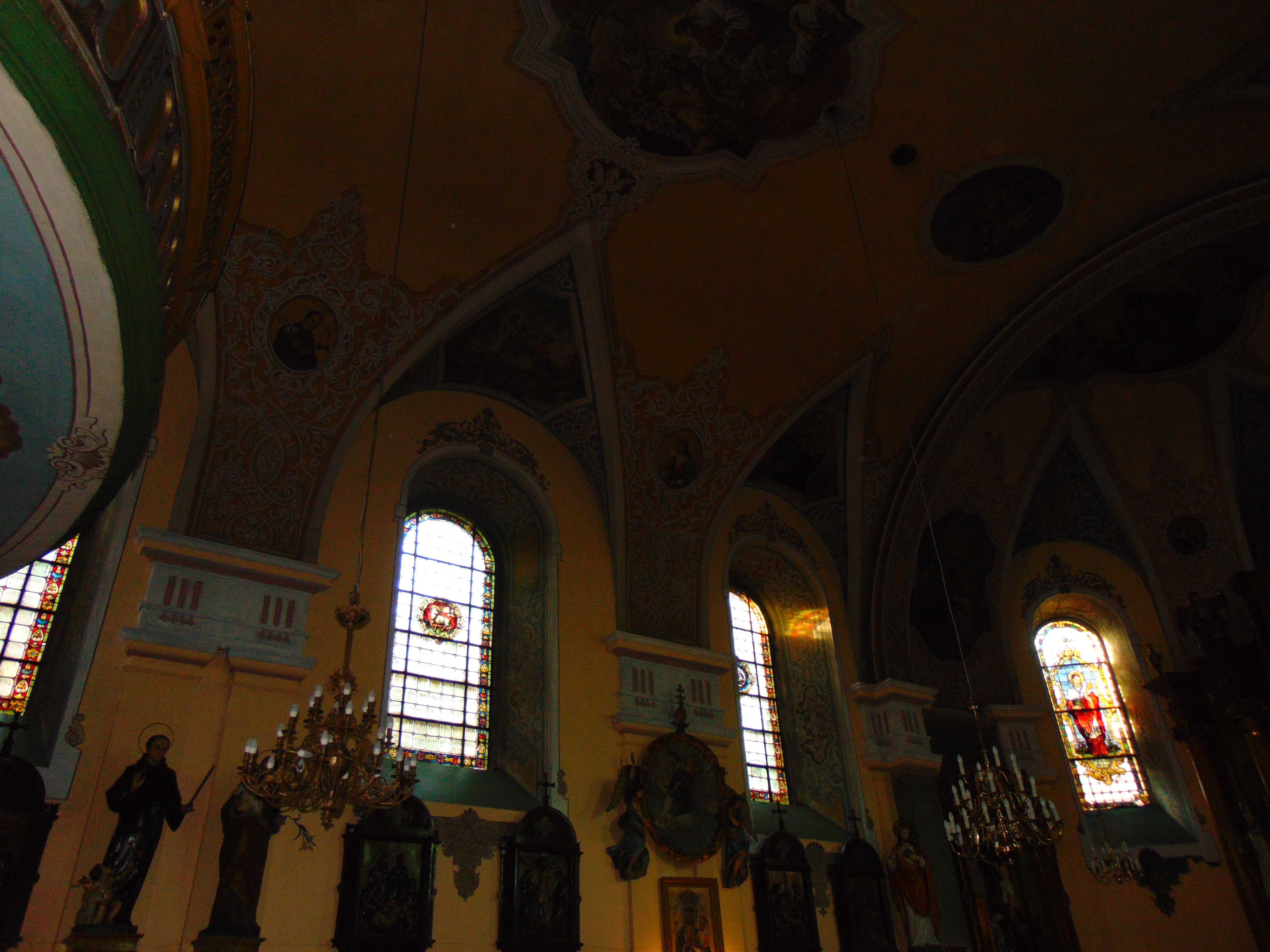
Witraże